# Хуртэй
Хуртэ́й (бур. Хүртэй — «с сугробами») — посёлок в Кижингинском районе Бурятии. Входит в сельское поселение «Чесанский сомон».

## География
Расположен в 76 км к востоку от районного центра, села Кижинга, в 9 км к юго-востоку от центра сельского поселения, улуса Загустай, на обоих берегах реки Худан, в 2—3 км выше места впадения в неё реки Хуртэй.
Конечный пункт автодорог местного значения Кижинга — Чесан — Хуртэй и Кижинга — Сулхара — Хуртэй. В 2 км юго-западнее посёлка, вверх по реке Хуртэй, начинается автодорога местного значения через Цаган-Хуртэйский хребет в Забайкальский край, на железнодорожную станцию Транссиба Харагун.

## Население
| 2002 | 2010 |
| ---- | ---- |
| 954  | ↘859 |